# Hyptiocheta convex
Hyptiocheta convex är en tvåvingeart som beskrevs av Becker 1922. Hyptiocheta convex ingår i släktet Hyptiocheta och familjen styltflugor.
Artens utbredningsområde är Peru. Inga underarter finns listade i Catalogue of Life.